# Crkva sv. Katarine u Hrebinu
Crkva sv. Katarine rimokatolička je crkva u mjestu Hrebine koje je u sastavu općine Pušća i zaštićeno kulturno dobro

## Opis dobra
Izvorno gotička crkva je jednobrodna građevina malih dimenzija i pravokutnog tlocrta, s užim svetištem i drvenim tornjem nad pročeljem. Adaptirana je tijekom vremena, no unatoč tome u cijelosti je sačuvano pravokutno gotičko svetište svođeno križno-rebrastim svodom. Nad brodom je ravan strop, a karakteristika eksterijera je jednostavno oblikovanje. Osim svođenog gotičkog svetišta, jednog od rijetkih u cijelosti sačuvanih na području Zagrebačke županije, u crkvi se nalazi vrijedan oltar baroknih obilježja.

## Zaštita
Pod oznakom Z-3765 zavedena je kao nepokretno kulturno dobro – pojedinačno, pravna statusa zaštićena kulturnog dobra, klasificirano kao "sakralna graditeljska baština".